# Amata tenius
Amata tenius là một loài bướm đêm thuộc phân họ Arctiinae, họ Erebidae.